# Виливок

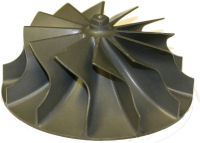
Турбіна турбокомпресора, виготовлена литтям по виплавлюваних моделях (точним (прецизійним) литтям)

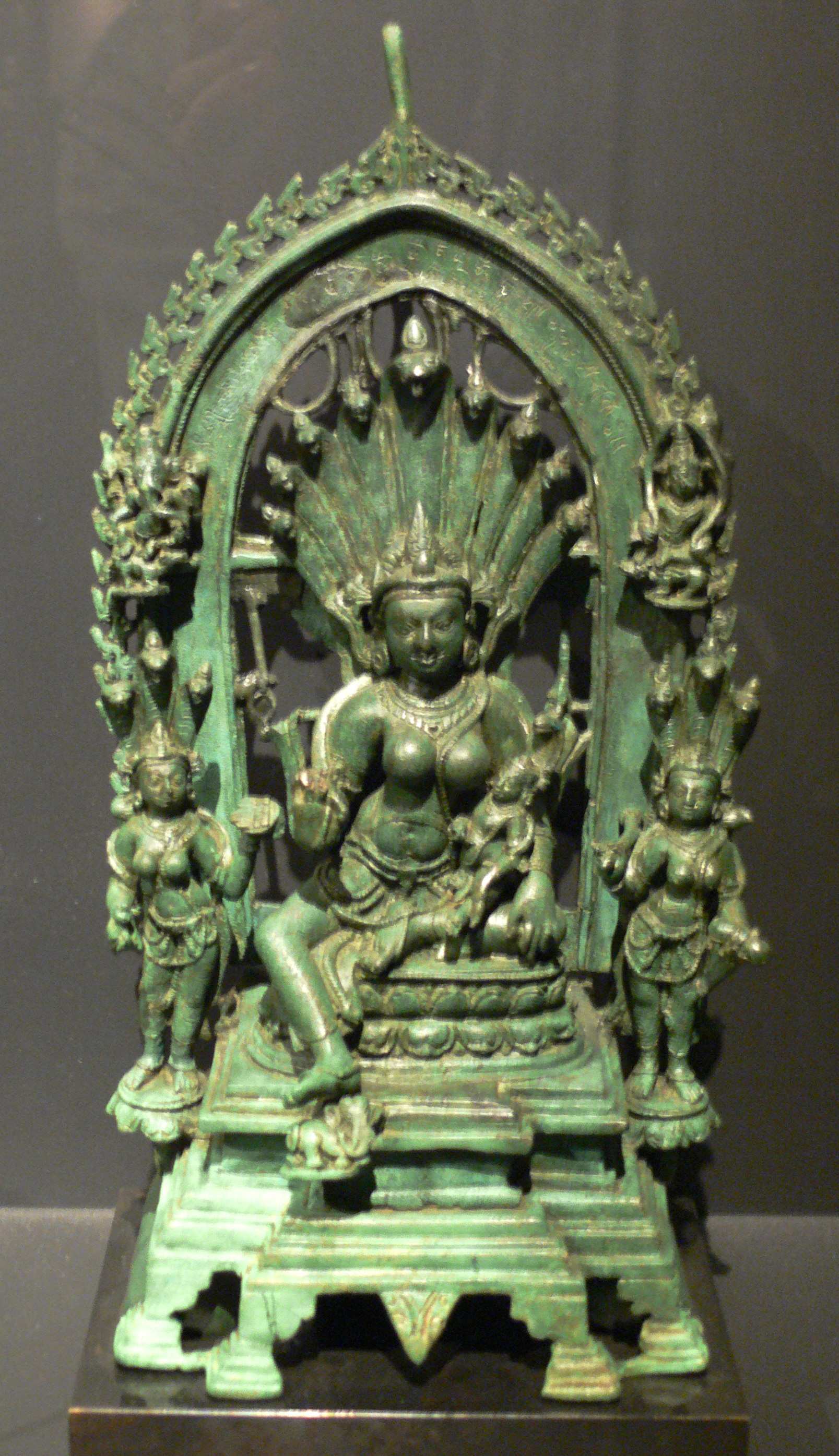
Мистецький виливок з бронзу.

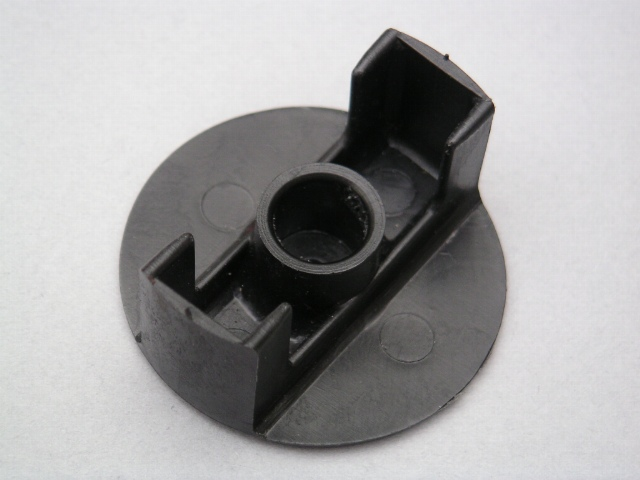
Пластикове литво

Ви́ливок (або відли́вка, англ. casting) — заготовка виробу або готовий виріб, отриманий при заливанні рідкого матеріалу в ливарну форму, в якій він твердіє.
Розрізняють виливки-напівфабрикати:
- чушки (виливанці), призначені для наступного переплавлення;
- злитки, оброблювані тиском;
- фасонні, що піддають, як правило, обробці різанням.

Виливки як готові вироби тільки очищують і офарблюють.
Матеріалами для виливків можуть бути будь-які метали та їхні сплави, а також гірські породи, шлаки, скло, пластмаси тощо.